# Hasarius biprocessiger
Hasarius biprocessiger là một loài nhện trong họ Salticidae.
Loài này thuộc chi Hasarius. Hasarius biprocessiger được Roger de Lessert miêu tả năm 1927.